# Strömbergshyttan

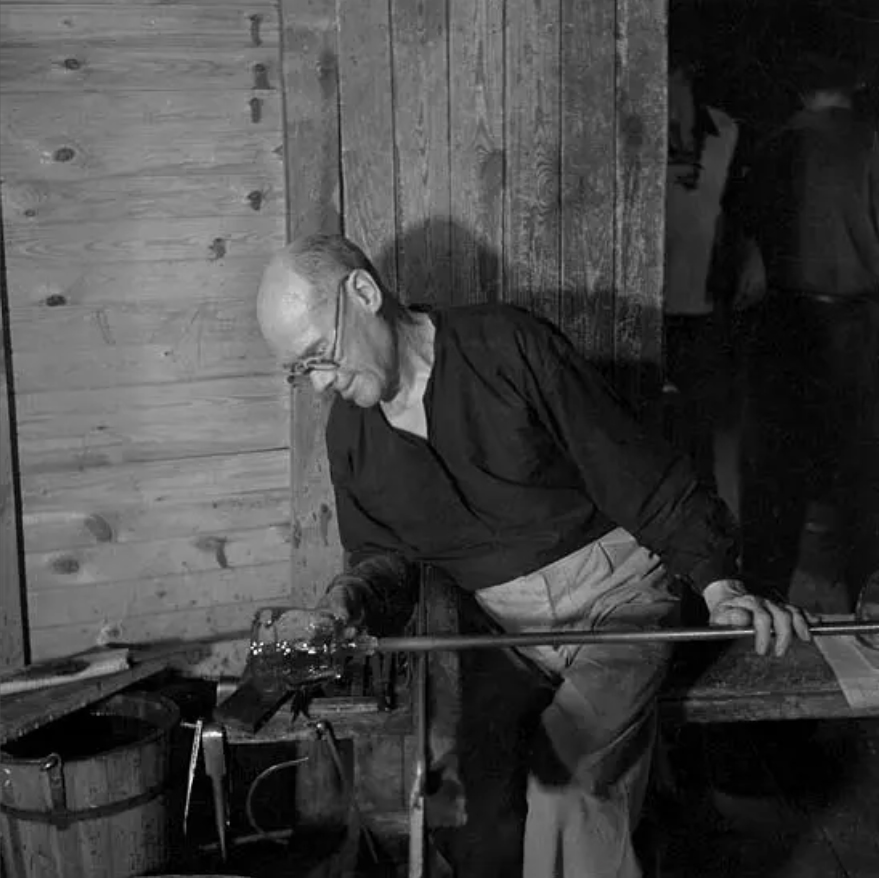
Mästare Knut Bergqvist på Strömbergshyttan ca 1940–41

Strömbergshyttan är en glasbruksort i den region av det svenska landskapet Småland som kallas Glasriket - beläget i Lessebo kommun, mitt emellan centralorterna Hovmantorp och Lessebo. 
Strömbergshyttans glasbruk fick 1933 sitt namn efter bruksdisponenten Edvard Strömberg men glasbruket hade grundats redan 1876 under namnet Lindefors glasbruk. Postadressen var ända in på 1940-talet Lindefors, Hovmantorp men så småningom ändrades också ortens namn till Strömbergshyttan. 
Lindefors Glasbruk anlades av den förmögne riksdagsmannen Johan August Sjö från Linneryd och ägaren till Lindeskruvs gård John Lindqvist, med Sjö som inspektor. Lindefors drevs periodvis och delvis i samverkan med det av Alfred Sjö likaledes ägda Bergdala glasbruk. I januari 1919 sålde Sjö bruket till en trävarufirma i Oskarshamn, men det blev inte någon glastillverkning under deras ägartid fram till 1925. Det var glassliparen Axel Träff, skolad vid Kosta glasbruk, som 1925 köpte Lindefors och som 1929 fick igång driften i kompanjonskap med glasblåsarmästaren Knut Bergqvist och dennes brorson Eugen. Båda dessa kom från Orrefors och Knut blev Lindeforsbrukets formgivare, förutom att han var blåsare och hyttmästare. Under den ekonomiskt svåra trettiotalsperioden tvingades man dock lägga ner driften 1931. Samma kris drabbade 1933 Eda glasbruk där Edvard Strömberg var disponent.  
Då man hade tvingats lägga ner driften vid Eda, flyttade Edvard Strömberg sommaren 1933 åter till Småland och Lindefors. Tillsammans med sin hustru, formgivaren Gerda Strömberg återstartade han Lindefors glasbruk. De arrenderade det och gav det namnet Strömbergshyttan samt blev senare även ägare till bruket. Edvard Strömberg lyckades också återanställa glasblåsarmästaren Knut Bergqvist, som han kände väl från åren 1918 till 1927, då de båda hade verkat på Orrefors glasbruk. Strömberg var den perioden disponent vid Orrefors och Knut Bergqvist var glasblåsarmästare där 1914-1929. Strömberg kompletterade också arbetarstyrkan på sitt nya glasbruk med ett tiotal glasarbetare från Eda. Nu hade man en fast grund att stå på med Edvard Strömberg som ledare och dennes hustru Gerda som formgivare och med skickliga glasblåsare och slipare både från Smålands och Värmlands glascentrum. 
Gerda Strömberg hade blivit ett känt namn under makarnas tid på Eda glasbruk 1927–1933. Vid Strömbergshyttan befäste hon ännu mer sin ställning som en av de stora formgivarna inom svenskt glas under 1930- och 1940-talen. Efter Edvard Strömbergs död 1946 övertogs ledningen av bruket helt och hållet av sonen, civilingenjören Erik Strömberg. Efter dennes död 1960 fick makan Asta Strömberg hela ansvaret för ledningen av bruket och hon skapade sig också ett aktat namn som formgivare under brukets sista 20-årsperiod. Under perioden från 1954 till 1967 hade man dessutom Gunnar Nylund verksam som formgivare vid Strömbergshyttan. Han var främst känd som formgivare för Rörstrands Porslinsfabrik 1931–1967 och i unga år verksam vid Bing & Grøndahl 1925–1928. Andra formgivare under brukets senare år var Rune Strand, 1963–1968, och Anders Solfors. Sommaren 1979 lades driften ner definitivt vid Strömbergshyttans glasbruk, efter att det hade drivits av Orreforskoncernen efter en konkurs 1976. 
Det startades sedan en studiohytta 1987 på orten Strömbergshyttan, men i en helt annan lokal, och den gavs namnet Studioglas Strömbergshyttan. Det märkesnamnet förväxlas ibland med det tidigare familjeägda glasbruket Strömbergshyttan. Den nya studiohyttan startades av tre glasblåsarmästare som tidigare arbetat för Hovmantorps, Orrefors och Kosta Bodas glasbruk: Håkan Gunnarsson, Leif Persson och Mikael Axenbrant. Under slutet av 1980-talet verkade bland annat Erik Höglund här. Glasugnen vid Studioglas Strömbergshyttan släcktes 2008 och driften överfördes till Bergdala glasbruk, men försäljningslokalen i Strömbergshyttan har bibehållits. Det nya varumärket är Bergdala Studioglas som är en sammanslagning av Bergdala Design och Studioglas Strömbergshyttan.